# Подхумлє
Подхумлє (хорв. Podhumlje) — населений пункт у Хорватії, у Сплітсько-Далматинській жупанії у складі міста Комижа.

## Населення
Населення за даними перепису 2011 року становило 32 осіб.
Динаміка чисельності населення поселення:

## Клімат
Середня річна температура становить 15,60 °C, середня максимальна – 26,89 °C, а середня мінімальна – 3,94 °C. Середня річна кількість опадів – 580 мм.
| Клімат поселення                              | Клімат поселення | Клімат поселення | Клімат поселення | Клімат поселення | Клімат поселення | Клімат поселення | Клімат поселення | Клімат поселення | Клімат поселення | Клімат поселення | Клімат поселення | Клімат поселення | Клімат поселення |
| Показник                                      | Січ.             | Лют.             | Бер.             | Квіт.            | Трав.            | Черв.            | Лип.             | Серп.            | Вер.             | Жовт.            | Лист.            | Груд.            |                  |
| Середній максимум, °C                         | 13,68            | 12,06            | 13,76            | 16,49            | 21,54            | 25,69            | 26,89            | 26,43            | 22,83            | 19,25            | 15,47            | 13,56            |                  |
| Середня температура, °C                       | 9,63             | 8,01             | 9,70             | 12,43            | 17,50            | 21,66            | 24,19            | 23,74            | 20,13            | 16,56            | 12,77            | 10,86            |                  |
| Середній мінімум, °C                          | 5,60             | 3,94             | 5,66             | 8,38             | 13,46            | 17,61            | 21,50            | 21,04            | 17,44            | 13,86            | 10,07            | 8,17             |                  |
| Норма опадів, мм                              | 55               | 46               | 52               | 46               | 37               | 32               | 19               | 33               | 53               | 64               | 77               | 66               |                  |
| Середньомісячна швидкість вітру, м/с          | 4.15             | 4.29             | 4.21             | 3.97             | 3.43             | 3.12             | 3.12             | 3.03             | 3.42             | 3.74             | 4.53             | 4.45             |                  |
| Середньомісячна сонячна радіація, кДж/м²·день | 5665             | 8452             | 12201            | 16832            | 20951            | 23626            | 25050            | 22123            | 16307            | 10735            | 6145             | 4808             |                  |
| --------------------------------------------- | ---------------- | ---------------- | ---------------- | ---------------- | ---------------- | ---------------- | ---------------- | ---------------- | ---------------- | ---------------- | ---------------- | ---------------- | ---------------- |
| Джерело:                                      |                  |                  |                  |                  |                  |                  |                  |                  |                  |                  |                  |                  |                  |